# Olivryggig lövletare
Olivryggig lövletare (Automolus infuscatus) är en fågel i familjen ugnfåglar inom ordningen tättingar.

## Utseende och läte
Olivryggig lövletare är en mörkbrun medlem av släktet. Kroppen är varmt mörkbrun, med rent vitaktig fläck på strupen och rödaktig brun stjärt. Olikt andra lövletare saknar den tydligt rödbrunt inslag på vingen. Ansiktet är också rätt otecknat, med endast ett svagt ögonnbrynsstreck. Sången består av en musikalisk drill som inletts med en stammande ton, "ch-trrrrrrrr", likt gulögd lövletare men något mörkare och mer tydligare inledningston.

## Utbredning och systematik
Olivryggig lövletare delas in i fyra underarter:
- Automolus infuscatus infuscatus – förekommer från sydöstra Colombia till östra Ecuador, östra Peru och nordvästra Bolivia
- Automolus infuscatus badius – förekommer från östra Colombia till södra Venezuela och nordvästra Brasilien
- Automolus infuscatus cervicalis – förekommer från östra Venezuela till Guyana, Surinam och den del av Brasilien norr om Amazonfloden
- Automolus infuscatus purusianus – förekommer i västra Brasilien, från floden Purus till Solimões

## Levnadssätt
Olivryggig lövletare hittas i undervegetation i högväxt regnskog. 

## Status och hot
Arten har ett stort utbredningsområde, men tros minska i antal, dock inte tillräckligt kraftigt för att den ska betraktas som hotad. Internationella naturvårdsunionen IUCN listar arten som livskraftig (LC).